# رافائل سدیک
رافائل سدیک (انگلیسی: Raphael Saadiq؛ زادهٔ ۱۴ مهٔ ۱۹۶۶) خواننده، خواننده-ترانه‌پرداز، آهنگساز، ترانه‌سرا، و مسئول استودیوی ضبط موسیقی اهل ایالات متحده آمریکا است. وی از سال ۱۹۸۳ میلادی تاکنون مشغول فعالیت بوده‌است.